# Chi Boötis
Chi Boötis (48 Boötis) é uma estrela na direção da constelação de Boötes. Possui uma ascensão reta de 15h 14m 29.21s e uma declinação de +29° 09′ 51.2″. Sua magnitude aparente é igual a 5.28. Considerando sua distância de 226 anos-luz em relação à Terra, sua magnitude absoluta é igual a 1.07. Pertence à classe espectral A2V.